# Saba Goglichidze
Saba Goglichidze (en georgià: საბა გოგლიჩიძე; nascut a Kutaissi el 25 de juny de 2004) és un futbolista georgià que juga com a defensa a l'Udinese de la Serie A i a la Selecció de Geòrgia.

## Trajectòria
Goglichidze va començar la seva carrera a les categories inferiors del club més important de la seva ciutat natal, el Torpedo Kutaisi. El 7 de juliol de 2021, va estrenar-se amb el primer equip en partit de lliga contra el Saburtalo. L’any següent, tot i que no va participar a la final, Goglichidze va ser guanyar amb el Torpedo la Copa David Kipiani.
El 2024, va signar per l'Empoli, de la Sèrie A italiana. Goglichidze va debutar amb al seu nou club en un empat 1-1 contra el Bolonya el 31 d'agost. Després de participar en els primers quatre partits íntegrament, el jugador va rebre un primer reconeixement, ja que va ser seleccionat per Sofascore a l'equip Sub-21 del mes entre les cinc millors lligues europees.
El 5 d'agost de 2025, va fitxar per cinc temporades per l'Udinese de la Sèrie A, a canvi d'uns quatre milions d'euros.

## Selecció georgiana
Goglichidze va debutar a la selecció de Geòrgia el 7 de setembre de 2024 en un partit de la Lliga de les Nacions contra la República Txeca a l'estadi Mikheil Meskhi. Va substituir Giorgi Gvelesiani al minut 88 en un partit que va guanyar Geòrgia per 4 a 1.

## Estadístiques

#### Clubs
Actualitzat a 25/05/2025
| Club            | País          | Divisió       | Temporades    | Partits | Gols |
| --------------- | ------------- | ------------- | ------------- | ------- | ---- |
| Torpedo Kutaisi | Geòrgia       | Erovnuli Liga | 2021-2023     | 32      | 0    |
| Empoli          | Itàlia        | Serie A       | 2024–25       | 36      | 0    |
| Udinese         | Itàlia        | Serie A       | 2025-26       |         |      |
| Total Carrera   | Total Carrera | Total Carrera | Total Carrera | 68      | 0    |

#### Selecció
Actualitzat a 10/08/2025
| Selecció | Any natural | Partits Jugats | Gols aconseguits |
| -------- | ----------- | -------------- | ---------------- |
| Geòrgia  | 2024        | 1              | 0                |
| Geòrgia  | 2025        | 2              | 0                |
| Total    | Total       | 3              | 0                |

## Palmarès
Torpedo
- 1 Copa de Geòrgia: 2022